# Аллегория Ветхого и Нового завета
«Аллегория Ветхого и Нового завета» («Синагога и Церковь») — картина итальянского художника Бенвенуто Тизи по прозвищу Гарофало из собрания Государственного Эрмитажа.

## Сюжет картины
Картина разделена на две части крестом с пригвождённым к нему Иисусом. Наверху креста надпись I.N.R.I — аббревиатура от Jesus Nazarenus Rex Iudaeorum (Иисус Назорей, Царь Иудейский).
Поверху распятие увенчано стенами Рая (Небесного Иерусалима) с надписью PARADISVS (Рай), за стенами в центре находится Бог Отец, положив одну руку на земную сферу, другая его рука поднята в благословляющем жесте. Рядом с ним находятся ангелы: те, что справа от Бога, играют на различных музыкальных инструментах, те, что слева — стреляют из лука в бесов, охраняя рай.
Завершения перекладин креста написаны в виде двух пар рук. Поднятые руки держат ключи от Рая; из опущенных левая держит жезл, касаясь им папской тиары, которой увенчана женская фигура, символизирующая Христианство, а правая держит копьё, поражая им старуху, символизирующую Синагогу.

### Сюжет левой стороны
Левая часть картины отведена Христианству.
Между парами рук окончания перекладины креста расположены два картуша. Левый картуш содержит надпись QVIA NON COGNOVIT / MONDVS PER SAPIENTIA / DEV PLACVIT DEO PER / STVLTITIA PREDICATIONIS / SALVOS FACERE CREDEN / TES (Ибо, когда мир своею мудростью не познал Бога в премудрости Божией, то благоугодно было Богу юродством проповеди спасти верующих. — 1 Кор. 1: 24). От этого картуша вверх к стенам рая тянется свиток с надписью (первые четыре слова в зеркальном отображении): HЕC EST VIA ANBVLATE PER EAN (Вот путь, идите по нему. — Ис. 30: 21).
Свиток левой части, тянущийся между женской фигурой и верхним картушем, содержит надпись (двенадцать слов — в зеркальном отражении): VENI COLUNBA MEA INFORAMINIBVS PETRЕ CORONBERIS DE CAPITE AMANA DE VERTICE SANIR ET HERMON VLNARASTI COR MEА SOROR MEA (Голубица моя, в ущелье скалы… спеши с вершины Аманы, с вершины Сенира и Ермона… Пленила ты сердце мое, сестра моя. — Песнь 2: 14; 4: 8-9). По мнению Т. К. Кустодиевой, эти слова подтверждают статус церкви как мистической невесты Иисуса Христа.
Христианство олицетворяет женская фигура в папской тиаре, со сферой в руке, укутанная красным плащом. Она сидит на облаке, у её ног символы четырёх евангелистов: ангел (символ Матфея), лев (символ Марка), телец (символ Луки) и орёл (символ Иоанна). Из тела Христа в её сторону бьёт струя крови, которую церковь разделяет на три струи, символизирующие три церковных таинства: крещения, исповеди и причастия. Под фигурой христианской церкви на облаке сделана надпись: ECCLESIA CHRISTI (Церковь Христова). На втором плане показана проповедь апостола Павла, который церковью считается выразителем основных истин евангельского учения.
Внизу слева на первом плане имеются сцены, посвящённые трём таинствам — крещения, исповеди и причастия, к каждой из которых ведёт направляемая церковью струя крови из тела Христа. В сцене крещения женщина с ребёнком на руках своей внешностью, одеждой и головным убором очень похожа на невесту из картины Гарофало «Брак в Кане Галилейской», на купели написано INITIAT (посвятил). В сцене исповеди над головой священника написано PVR / GAT (очистил), а в сцене причастия на алтаре имеется слово PER / FI / CIT (усовершенствовал).

### Сюжет правой стороны
Правая часть картины символизирует Синагогу, то есть старые религии вообще и иудаизм в частности.
На картуше, расположенном в этой части картины, написано: NON OFFERRATIS VLTRA / SACRIFICIV FRVSTRA IN / CENSVM ABOMINATIO EST / MIHI ORATIONES VESTRAS / NON EXAVDIAM MANVS / ENIM VESTRE SANGVINE / PLENE SVNT (Не носите больше даров тщетных: курение отвратительно для Меня… и когда вы умножаете моления ваши, Я не слышу: ваши руки полны крови. — Ис. 1: 13, 15). На верхнем правом свитке, расположенном между картушем и стенами рая надпись (пять слов — в зеркальном отражении): NON INTRABVNT NISI QVI SCRIPTI SVNT IN LIBRO VITE AGNI (И не войдет в него ничто… а только те, которые написаны у Агнца в книге жизни. — Откр. 21: 27).
Сидящая на осле старуха олицетворяет Синагогу, ей не дано видеть истину, так как на глазах её — повязка. С её головы слетает корона, в руке она держит сломанный скипетр; всё это является указанием на утраченную власть. Возле головы старухи начертаны два слова, слева — CECIDIT (пала), справа — NOST (значение слова неясно, вероятно, сокращение от латинского «noster» или «nostrum» (наш?)).
Между ног осла свиток с надписью SINAGOGA (синагога). Правее старухи изображены развалины храма Соломона, символизирующие крушение старой веры, там имеется надпись: TEMPLVM SALO / MONIS (храм Соломона), а на опрокинутом жертвеннике надпись: FACTVS EST DТS QUA / SI INIMICVS: PRECIPI / TAVIT ISRAEL TRE. Z. (Господь стал как неприятель, истребил Израиль… — Плач. 2: 5).
На первом плане нижней сцены показан первосвященник в наперснике, принимающий от людей «дары тщетные», под «животными-дарами» есть надпись еврейским письмом חטאת, означающая «грех».

### Подножие креста
Подножие креста также завершается двумя руками: справа ключ от ада, слева — ключ от чистилища в виде креста. Между руками раскрытые створки дверей Ада и Чистилища, на правой створке видна надпись IN / FERNVS (Ад), на левой створке неразборчивая надпись, в которой понятны только первые две буквы IN (возможно, надпись гласит IN PVR, сокращённо от Purgatorium (Чистилище)). Внутри слева виден Адам в молитвенной позе и фигуры других людей, справа затаился Дьявол.

## История картины
Картина написана между 1528 и 1531 годом для женского монастыря Сан-Бернардино в Ферраре. Первоначально верх картины был закруглён, позднее углы надставили, придав полотну прямоугольную форму. В 1792 году она была выкуплена у обедневших монахинь папой Пием VI; после его смерти унаследована племянником Пия VI графом Пио Браски. В 1840 году он, испытывая денежные затруднения, решил продать часть коллекции своего дяди и несколько картин было выкуплено по распоряжению императора Николая I, в том числе и две картины Гарофало: «Брак в Кане Галилейской» и «Чудо с хлебами и рыбами» (последняя в 1931 году была передана в новообразованный Дальневосточный художественный музей в Хабаровске). Картины «Аллегория Ветхого и Нового завета» и «Несение креста» были куплены герцогом Луиджи Браски, однако в 1842 году русский посол в Риме убедил его продать их императору Николаю I; таким образом в России оказался комплект из четырёх картин Гарофало, исполненный им для монастыря Сан-Бернардино.
По прибытии в Россию картина была отправлена в Большой Гатчинский дворец, а в 1926 году передана в Эрмитаж. В 1950-х годах картина была свёрнута на вал и убрана на хранение в фонды. В середине 2000-х годов картина прошла капитальную реставрацию, завершившуюся в 2007 году. Выставляется в здании Нового Эрмитажа в зале 229 (Зал Рафаэля).

## Фреска из монастыря Сант-Андреа
В 1523 году Гарофало для монастыря Сант-Андреа в Ферраре создал фреску (652 × 825 см) на этот же сюжет «с прекрасной и прихотливой выдумкой много фигур, согласующих события Ветхого завета с событиями Нового». В 1841 году она была снята со стены и переведена на холст, который в настоящее время хранится в Национальной пинакотеке в Ферраре. Эта фреска композиционно предшествует эрмитажной картине; основное сюжетное отличие заключается в сцене Крещения — здесь с ребёнком на руках изображён мужчина; замена мужчины на женщину в картине для монастыря Сан-Бернардино скорее всего объясняется тем, что заказ исходил от женского монастыря.

## Оценка картины
Т. К. Кустодиева отмечает, что биограф феррарских художников архиепископ Джироламо Баруффальди считал эту работу Гарофало совершенно непонятной, он сам писал по этому поводу: «большое количество различных вещей, их трудно уразуметь, поскольку они загадочны. Говорили, что он намеревался изобразить разрушение старого закона и рождение нового… достаточно странный сюжет заставляет думать скорее о Данте Алигьери, чем о художнике». Также Баруффальди упоминает о существовании французской гравюры с этой картины, однако современным исследователям эта гравюра неизвестна.